# Prix Claude-Berthault
Pour les articles homonymes, voir Berthault.
Le Prix Claude-Berthault est un prix décerné par l'Institut de France. Initialement décerné sur proposition de l'Académie des beaux-arts, il s'est ensuite étendu à d'autres académies. « Les revenus sont attribués par l’Institut, sur les propositions de l’Académie française, de l’Académie des sciences et de l’Académie des sciences morales et politiques, soit comme encouragements à des familles de cultivateurs ou de marins du littoral de la Manche et de l’Océan, soit comme récompenses à des œuvres artistiques ou scientifiques qui pourraient accroître le renom de la nation française. »
Le prix tient son nom de Claude Berthault.

## Lauréats sur proposition de l'Académie des sciences
- 1989 : Solange Lavielle, pour ses travaux sur la synthèse de peptides[2].
- 2005 : Christophe Josserand, Chargé de recherche au Centre national de la recherche scientifique, Laboratoire modélisation en mécanique, université Pierre et Marie Curie, Paris[3].
- 2006 : Michelle Schatzman[4]
- 2007 : Michel Le Bellac, Physicien à l’Institut non linéaire de Nice[3].
- 2008 : Michèle Audin, professeur de mathématiques à l’université de Strasbourg[5].
- 2009 : François Graner, directeur de recherche au Centre national de la recherche scientifique, Institut Curie à Paris.
- 2010 : Jacqueline Bergeron, directrice émérite de recherche au Centre national de la recherche scientifique[3],[6].
- 2011 : Lahcène Ouahab, directeur de recherche au CNRS,Université de Rennes I[7].
- 2012 : Corinne Le Quéré[8],[9].
- 2013 : Xavier Gloerfelt, maître de conférences à l’École nationale supérieure des arts et métiers (ENSAM), Paristech, laboratoire de dynamique des fluides[3]
- 2014 : Georges Bouzerar[10].
- 2017 : Dominique Matt, directeur de Recherche au CNRS, Institut de chimie de Strasbourg[11].
- 2019 : Bertrand Eynard, chercheur CEA à l’IHES[12].
- 2021 : Marcel Filoche, directeur de recherche au CNRS, École polytechnique[13].
- 2023 : Simon Riche, professeur à l’Université Clermont Auvergne, au sein du laboratoire de mathématiques Blaise Pascal (UCA/CNRS)[14].

## Lauréats sur proposition de l'Académie française
- 1988 : M. et Mme Jean-jacques Pouit
- 1989 : M. et Mme Daniel Bonnet
- 1990 : M. et Mme Lionel Guicheteau
- 1991 : M. et Mme Gilbert Lefèvre
- 1992 : M. et Mme Daniel Moreau
- 1993 : M. et Mme Étienne Le Coz
- 1994 : M. et Mme Patrick Beaubras
- 1995 : M. et Mme Jean-Pierre Baucher
- 1996 : M. et Mme Jean-Jacques Gourlaouen
- 1998 : M. et Mme Xavier Bricaud
- 2000 : M. et Mme Laurent Pluchon
- 2001 : M. et Mme Marc Moalic
- 2002 : M. et Mme Charles Régnier
- 2003 : M. et Mme Didier Monroy
- 2004 : M. et Mme Jean-François Perron
- 2005 : M. et Mme Paul Dujardin
- 2006 : M. et Mme Denis Lecanu
- 2007 : M. et Mme Jean-Pierre Ruthmann
- 2008 : M. et Mme Philippe Simon[5].
- 2009 : M. et Mme Girot
- 2011 : une famille de cultivateurs du littoral atlantique[7].
- 2012 : une famille de cultivateurs du littoral atlantique[9].
- 2013 : M. et Mme Antoine Bonnin
- 2014 : M. et Mme Henry Desclos de La Fonchais[10].
- 2015 : Denis et Murielle Vincent[15].

## Lauréats sur proposition de l'Académie des sciences morales et politiques
- 1957 : Raymond Bayer pour l'ensemble de son œuvre[16]
- 1978 : Bernard Le Vu[17]
- 1994 : Jean-Louis Harouel pour Cultures et contre-cultures.
- 2001 : Pascal-Raphaël Ambrogi pour Sénateurs, 1891-2001, Dictionnaire des Parlementaires de la Gauche Démocratique.
- 2008 : Félix Torres et Jacques Villain pour leur ouvrage Robert Esnault-Pelterie. Du ciel aux étoiles, le génie solitaire[5].
- 2010 : Philippe Madeline et Jean-Marc Moriceau pour leur ouvrage Un paysan et son univers, de la Guerre au Marché Commun, à travers les agendas de Pierre Lebugle, cultivateur en Pays d’Auge[6].
- 2011 : Sandrine Maljean-Dubois et Matthieu Wemaëre pour leur ouvrage La diplomatie climatique. Les enjeux d’un régime international du climat[7].
- 2012 : Association Les Amis de l’île du Large Saint-Marcouf (Manche) pour son action[9].
- 2013 : Stanislas Jeannesson, Jacques Seydoux diplomate (1870-1929)[18].
- 2014 : Alain Boulaire, Patrick Boureille et Geneviève Emon-Naudin pour leur ouvrage L'Arsenal de Brest. 4 siècles d'industrie navale (Éd. Palantines, 2013)[10].
- 2015 : Dominique Borne, Quelle histoire pour la France ?[18].
- 2017 : Jean-Philippe Dumas, L’État, moteur du progrès. Le ministère du Commerce et de l’Industrie 1870-1914[18].
- 2019 : Fonds de dotation Loches Patrimoine et Culture[18].

## Lauréats sur proposition de l'Académie des Beaux-Arts
- 1967 : Pierre Bouret
- 1982 : Robert Savary
- 1983 : Paul Gonez
- 2009 : Emmanuelle Amsellem[19].
- 2010 : Fabienne Teyssier Monnot[20]
- 2012 : Kosta Kulundzic[21].
- 2014 : Dominique Borne